# Abdelkrim Zbidi
Abdelkrim Zbidi (ur. 25 czerwca 1950 w Rejiche w Tunezji) – tunezyjski lekarz i polityk. Minister w kilku rządach.

## Życiorys
Urodził się w Rejiche – małym mieście położonym w obecnym gubernatorstwie Al-Mahdijja, nad Morzem Śródziemnym. Kształcił się w Tunezji i Francji. Jest lekarzem, specjalistą m.in. w zakresie farmakologii. Pracował jako ekspert Międzynarodowej Agencji Energii Atomowej.

### Kariera polityczna
Był podlegającym premierowi sekretarzem stanu ds. nauki i technologii (1999-2000), ministrem zdrowia (2001) oraz ministrem nauki i technologii (2001-2002). Podczas rekonstrukcji tymczasowego rządu dokonanej przez premiera Muhammada al-Ghannusziego 27 stycznia 2011 objął funkcję ministra obrony. Zachował stanowisko również w kolejnym przejściowym gabinecie, utworzonym 27 lutego 2011 przez Al-Badżiegp Ka’ida as-Sibsiego. Funkcję ministra sprawował do marca 2013, chociaż już w 2012 podał się do dymisji, która nie została przyjęta. W sierpniu 2013 został doradcą w Ministerstwie Zdrowia Publicznego Tunezji.

### Kariera naukowa
Ukończył medycynę na Uniwersytecie Claude Bernard w Lyonie. Jest profesorem medycyny na Uniwersytecie w Susie. Jest autorem lub współautorem ponad 140 publikacji i 300 prac naukowych.